# Chibchanomys trichotis
El ratón de agua de oreja peluda o ratón chibcha (Chibchanomys trichotis) es un roedor semiacuático de la familia Cricetidae, que se encuentra en los Andes a más de 2600 m s. n. m. desde Colombia y Venezuela hasta Perú.

## Descripción
El cuerpo alcanza entre 10,5 y 13 cm de longitud y la cola entre 11 y 15 cm. Pesa entre 40 y 57 g. Se caracteriza por sus orejas reducidas de menos de 12 mm de altura, escondida y con la abertura del oído con pelos blancuzcos. Los ojos son muy pequeños y en contraste las vibrisas de la nariz son múltiples, largas y gruesas. El pelo de la cabeza y el lomo es gris oscuro canoso y el del vientre, el cuello y el dorso de las patas es gris claro.

## Hábitat
Vive en zonas altas, en climas fríos o de páramo, asociados a cuerpos de agua, riachuelos o lagunas. De hábitos nocturnos, se alimentan de invertebrados acuáticos, insectos y peces muy pequeños. Su densidad poblacional es baja y es muy susceptible a la presencia humana y a los impactos ambientales.